# Heterophiler Antikörper
Heterophile Antikörper (engl. heterophile antibodies oder heterophilic antibodies) sind unspezifische Antikörper, die mit mehreren Antigenen kreuzreagieren und so in der Diagnostik falsch positive Ergebnisse hervorrufen können.

## Beispiele
Mit heterophilen Antikörpern gegen rote Blutkörperchen von Hammeln (Hammelerythrozyten) oder Pferden (Pferdeerythrozyten) kann bei einer akuten Infektion mit Epstein-Barr-Viren die Infektiöse Mononukleose durch die Paul-Bunnell-Reaktion nachgewiesen werden.